# ソウル聖ニコラス大聖堂
座標: 北緯37度33分05秒 東経126度57分26秒 / 北緯37.551474度 東経126.957128度
ソウル聖ニコラス大聖堂（朝鮮語: 서울 성 니콜라스 대성당、ソウルソンニコルラスデソンダン、そうるせいにこらすだいせいどう)は、ソウル特別市麻浦区（マポグ）阿峴（アヒョン）1洞にある韓国正教会大教区の府主教座聖堂。

## 概要
ミラ・リキヤの大主教奇蹟者聖ニコラスを記憶する。1903年4月17日に成聖されたのが始まり。
ただ、最初から現在地にあった訳ではなく、当初は、大韓帝国皇帝高宗より下賜された漢城府貞洞（現在のソウル特別市中区貞洞）の土地にあった。
この旧聖堂が朝鮮戦争の戦火によって破壊されたため、国連軍として参戦したギリシャ軍兵士の募金活動もあって、1968年に現在地にビザンティン様式の現聖堂が建てられた。聖堂内部はイコンの壁画で覆われた美しい内観になっている。
なお、旧聖堂の位置には、現在京郷新聞本社が建っている。

## 交通アクセス
ソウル交通公社●5号線エオゲ駅

4番出口より南に向かい、3つめの角から左を見ると高台にビザンティン様式の聖堂が見える。その道をつきあたりまで登り、右から回り込むと左手に入り口の門が見える。徒歩5分。

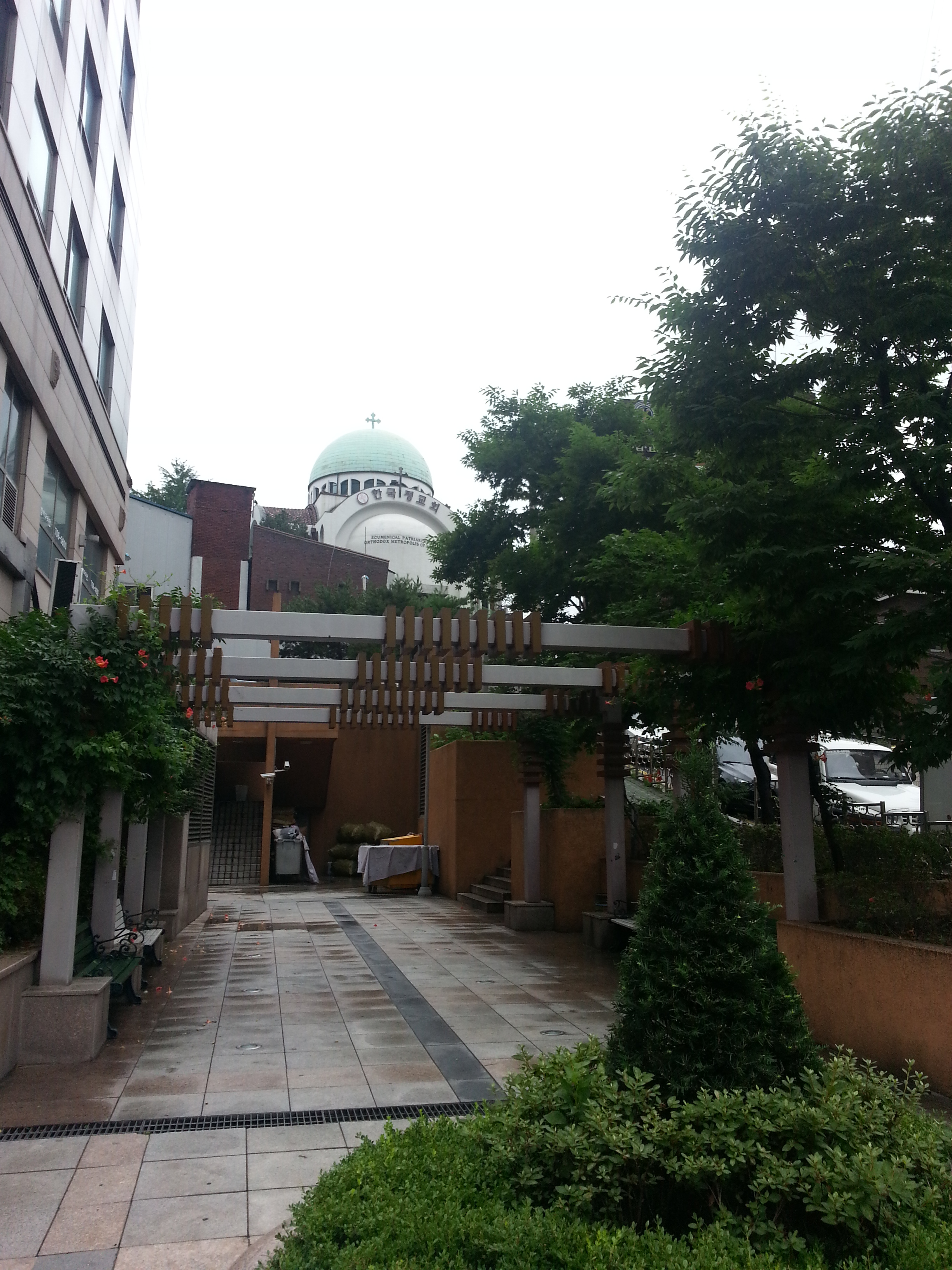
通りから見える聖堂遠景
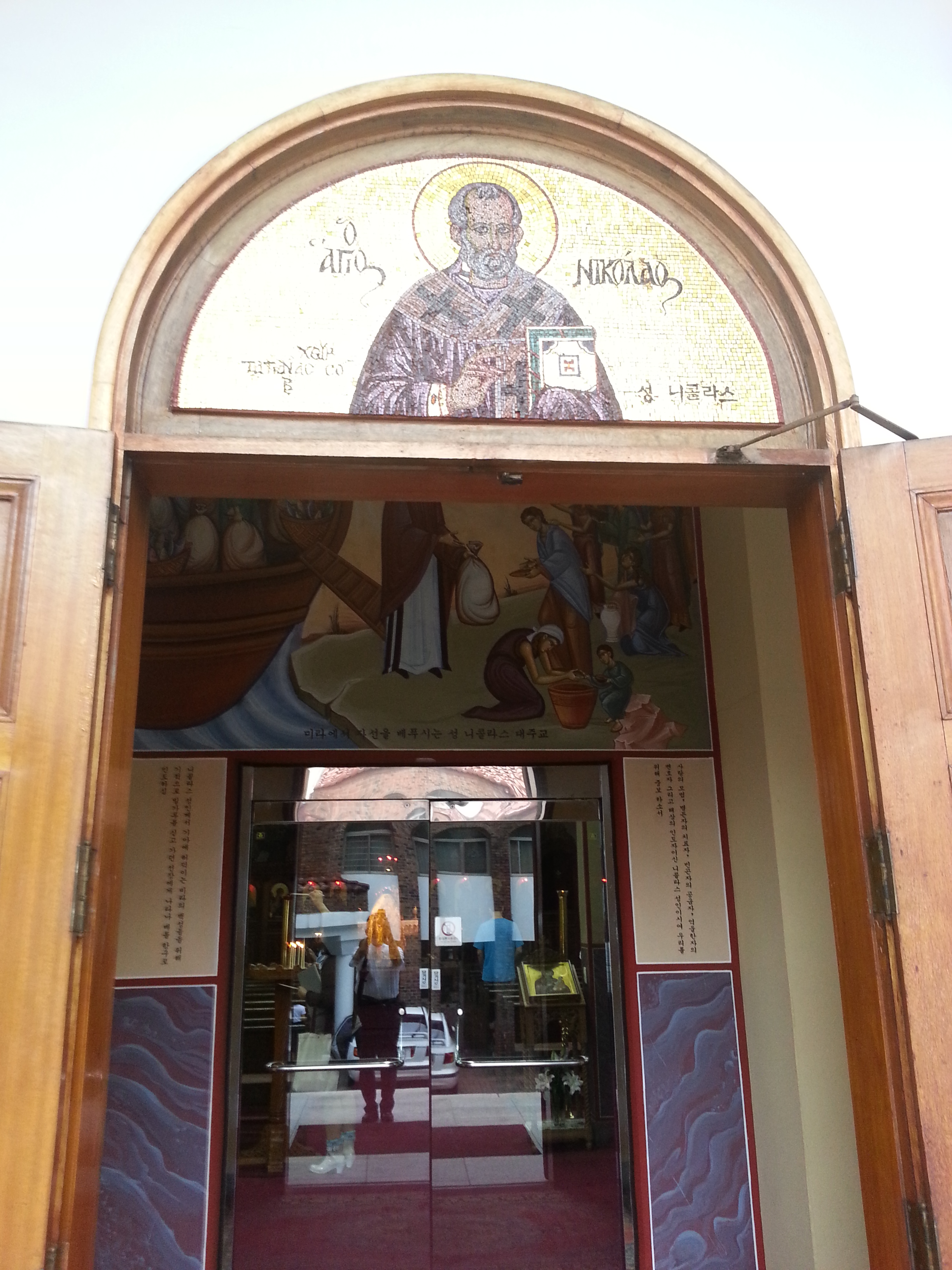
玄関に描かれているミラ・リキヤの大主教奇蹟者聖ニコラスのイコン
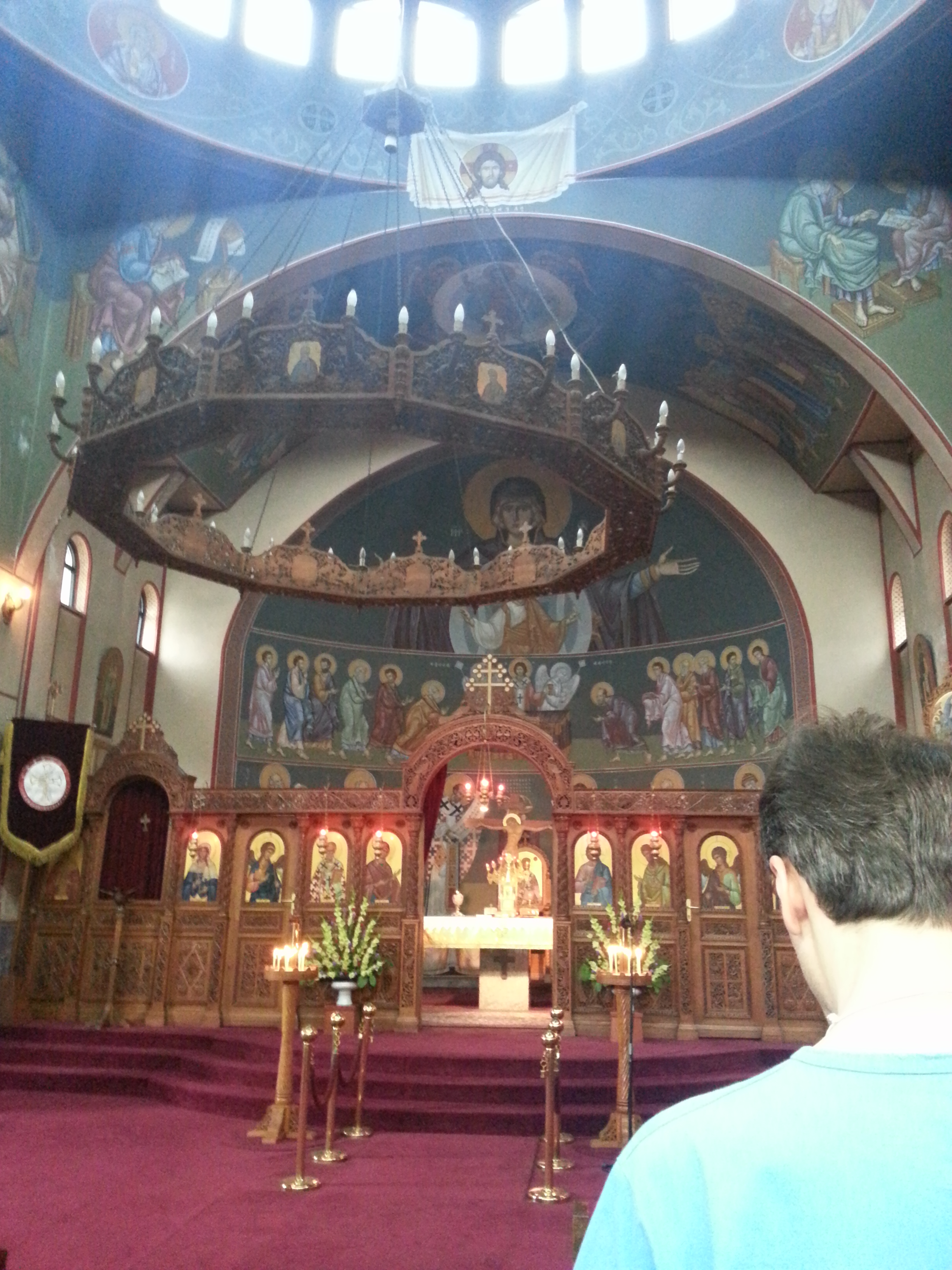
聖堂内部
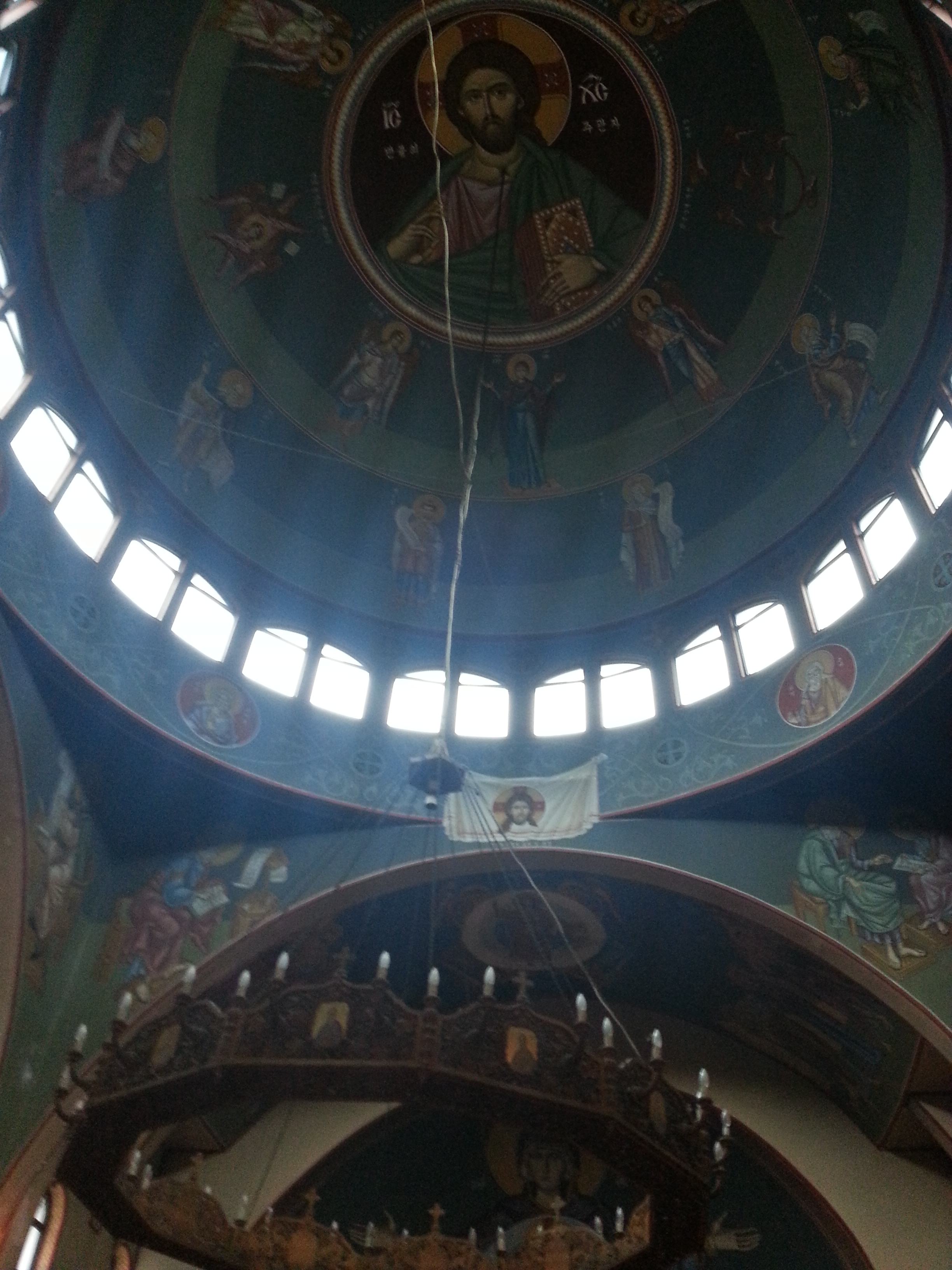
聖堂ドーム。王たるイイスス・ハリストスのイコンが描かれている
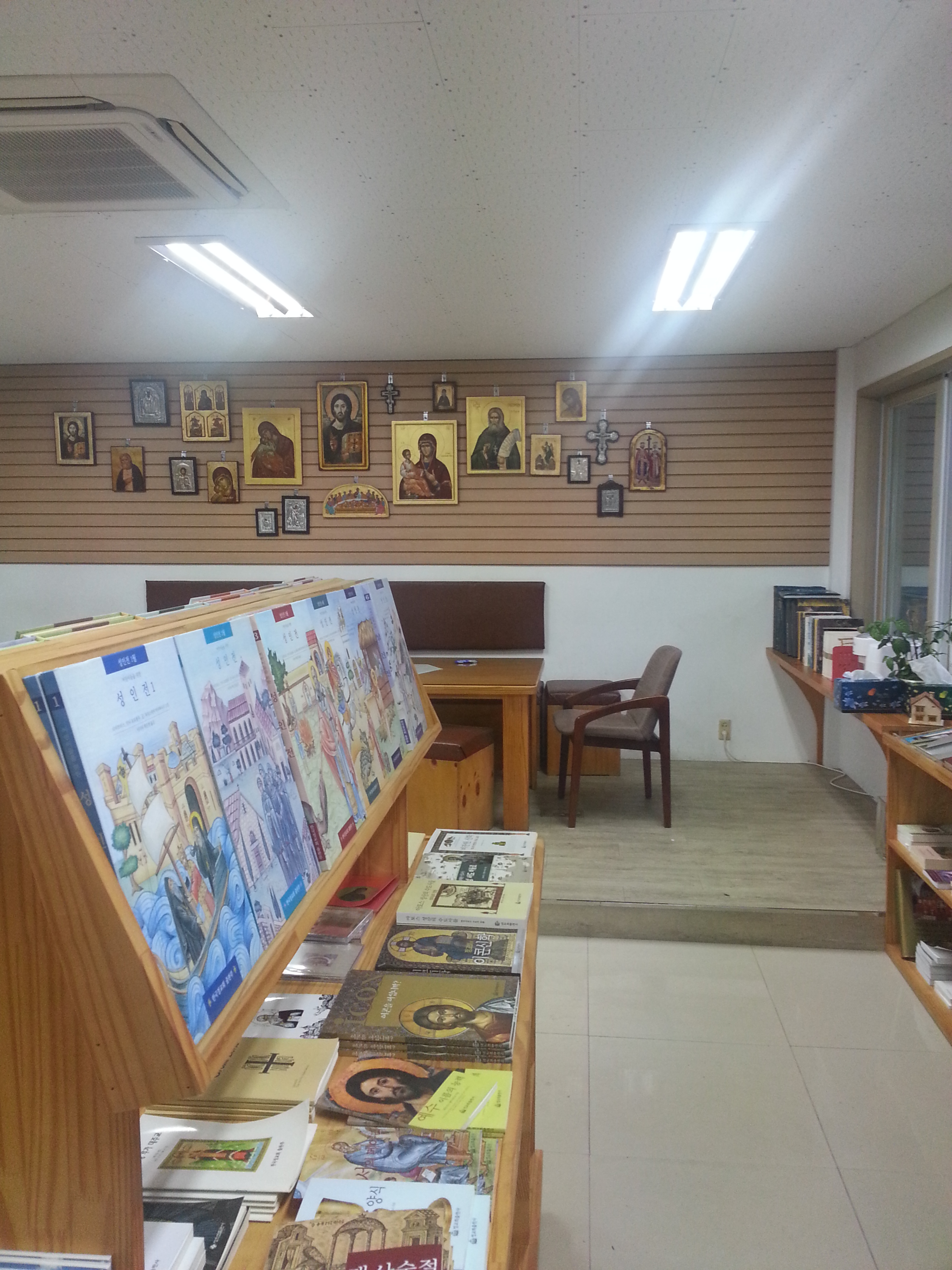
聖堂附属書店『フィロカリア』。中でコーヒーも飲める